# Nate Freiman
Nathan Samuel Freiman (né le 31 décembre 1986 à Washington, États-Unis) est un joueur de premier but des Ligues majeures de baseball.

## Carrière
Joueur de baseball à l'Université Duke en Caroline du Nord, Nate Freiman est d'abord repêché au 28e tour de sélection par les Rangers du Texas en 2008 mais il ne signe pas avec le club. Il est mis sous contrat par les Padres de San Diego, qui le repêchent en 8e ronde en 2009 et amorce la même année sa carrière professionnelle dans les ligues mineures. 
En 2012, il évolue pour l'équipe de baseball d'Israël qui tente la qualification pour la Classique mondiale de baseball 2013. Il joue la Classique mondiale de baseball 2017, pour laquelle Israël est qualifié.
Après quatre années passées dans l'organisation des Padres, où il atteint le niveau Double-A, Freiman passe aux Astros de Houston via le repêchage de règle 5 le 6 décembre 2012. Invité au camp d'entraînement des Astros le printemps suivant, il est abandonné au ballottage et réclamé le 23 mars 2013 par les Athletics d'Oakland.
Nate Freiman fait ses débuts dans le baseball majeur à l'âge de 26 ans avec Oakland le 3 avril 2013. Il réussit son premier coup sûr à son premier passage au bâton, une frappe contre Joe Saunders des Mariners de Seattle qui fait marquer un point et termine son premier match avec deux coups sûrs et un point produit dans une victoire des Athletics. Le 15 avril suivant, il frappe son premier coup de circuit, contre Érik Bédard des Astros de Houston. Freiman est nommé meilleure recrue du mois de mai 2013 dans la Ligue américaine grâce à, notamment, une moyenne au bâton de ,351 durant cette période. Il complète sa première saison dans les majeures avec 4 circuits, 24 points produits et une moyenne au bâton de ,274 en 80 parties jouées.
Il débute 2014 dans les ligues mineures avant d'être rappelé par Oakland à la fin juin. En 36 matchs des A's, il ne frappe que pour ,218 de moyenne au bâton avec 5 circuits.

## Taille
Selon les données disponibles, Nate Freiman serait le plus grand joueur de position à avoir évolué dans les Ligues majeures,. Freiman, qui pèse 113 kg (250 livres), mesure 2,03 m (6 pieds 8 pouces),, une taille particulièrement inhabituelle pour un joueur de position, les plus grands tels Jon Rauch et Randy Johnson étant habituellement lanceurs. 

## Vie personnelle
Il est marié à la golfeuse de la LPGA Amanda Blumenherst, dont il est parfois le caddie entre deux saisons de baseball.